# Trifolium douglasii
Trifolium douglasii är en ärtväxtart som beskrevs av Homer Doliver House. Trifolium douglasii ingår i släktet klövrar, och familjen ärtväxter. Inga underarter finns listade i Catalogue of Life.